# Прохорский, Василий Петрович
Василий Петрович Прохорский (4 мая 1980, Щучья Гребля — 18 февраля 2014, Киев) — активист Евромайдана, волонтёр Медицинской службы. Погиб во время штурма Евромайдана спецподразделениями «Беркут». Электрик торгового оборудования. Герой Украины (2014, посмертно).

## Биография
Родился в казачьей семье Прохорских — выходцев из Прохоровской сотни Нежинского полка. Окончил Дмитровскую среднюю школу. Работал некоторое время в органах МВД Украины, после увольнения — в охранной фирме в Киеве. Занимался спортом.

### Участие в Евромайдане
Активно участвовал в акциях Евромайдана с начала декабря 2013 года. Предпочтение оказывал волонтёрской работе в медицинской службе, с которой встретил штурм спецподразделений «Беркут» 18 февраля 2014 года. Перенося раненых в кареты скорой помощи, получил пулевое ранение в затылок, от чего скончался на месте.

## Чествование
Похоронен 23 февраля в пгт. Дмитровка на Аллее Славы. Репортаж о похоронах активиста Майдана, одного из героев «Небесной Сотни», показал 5-й общенациональный телеканал. 26 сентября в Дмитрове установлен памятник в честь Прохорского, элементом которого стала символическая майданная шина. Портрет Василия Прохорского в терновом венце расположен в фойе Верховной Рады Украины — рядом с другими фотопортретами погибших участников Евромайдана.
18-я сессия (внеочередная) Черниговского областного совета, которая состоялась 4 марта 2014, приняла решение: «О ходатайстве о присвоении звания „Герой Украины“ Мовчану Андрею Сергеевичу, посмертно» и «О возбуждении ходатайства о присвоении звания „Герой Украины“ Прохорскому Василию Петровичу, посмертно». 

### Награды
- Звание Герой Украины с вручением ордена «Золотая Звезда» (21 ноября 2014, посмертно) — за гражданское мужество, патриотизм, героическое отстаивание конституционных принципов демократии, прав и свобод человека, самоотверженное служение Украинскому народу, обнаруженные во время Революции достоинства[3]
- Медаль «За жертвенность и любовь к Украине» (УПЦ КП, июнь 2015) (посмертно)[4]

## Предостережение
Василий Прохорский — один из трёх погибших участников Евромайдана из Черниговской области.
Во многих источниках ошибочно указано место рождения погибшего — Черновицкая область, также существуют разночтения даты гибели — 18 или 20-е февраля.